# Бурхард III (Магдебург)
Бурхард III фон Шраплау (на немски: Burchard III/Burkhard III von Schraplau, genannt Lappe; † 21 септември 1325, Магдебург) от фамилията на графовете Кверфурти на фамилията Мансфелд, е граф на Шраплау, архиепископ на Магдебург (1307 – 1325). Наричан е, както баща му, „парцал“ („Lappe“).

## Живот
Той е син на Бурхард II/VI, наричан „парцал“ („Lappe“), господар на Шраплау († сл. 1303), и съпругата му фон Лобдебург-Арншаугк, дъщеря на граф Ото IV фон Лобдебург-Арншаугк († 1289) и на фон Шварцбург-Бланкенбург († 1289), дъщеря на граф Гюнтер VII фон Шварцбург-Бланкенбург († сл. 1274). Внук е на бургграф Бурхард VI фон Кверфурт († 1254/1258), граф на Мансфелд и на Шраплау, и бургграфиня София фон Мансфелд († сл. 1233). Племенник е на Зигфрид II фон Кверфурт († 1310), епископ на Хилдесхайм (1279 – 1310). Брат е на Бурхард 'Стари', господар на Шраплау († 1341), Бурхард IX фон Ветин († сл. 1365) и Гебхард фон Шрапелау, епископ на Мерзебург (1320 – 1340).
Бурхард III е от 1294 г. домхер в Магдебург, по-късно 1296 г. каноник в Хилдесхайм и 1298 г. в Халберщат. След смъртта на архиепископ Хайнрих III той е избран през 1307 г. за архиепископ на Магдебург. Той има конфликти заради данъците с гражданите на Магдебург.
На 29 август 1325 г. той е задържан завързан в палата му и на 21 септември закаран в новия кметски келер, където пазачите му го убиват. Той е погребан едва на 19 август 1326 г. в катедралата на Магдебург.
След него 1325 г. архиепископ на Магдебург става Хайдеке фон Ерфа († 1327).